# Russell Hitchcock
Russell Charles Hitchcock (Melbourne, 15 juni 1949) is een Australische rockmuzikant (zang, drums) van het softrock-duo Air Supply.

## Biografie
Hitchcock bezocht de South Brunswick State School en later studeerde hij aan de Princes Hill High School in Carlton North. In 1965 verliet hij de school om te werken als vertegenwoordiger. Tijdens deze periode speelde hij drums en was hij leadzanger van de band 19th Generation. Op 20-jarige leeftijd kreeg Hitchcock een baan bij een computerbedrijf, waar hij drie jaar werkte, voordat hij werd bevorderd en overgeplaatst naar Sydney.
Na een ontmoeting met de Britse muzikant Graham Russell in 1975 op de set van een productie van Jesus Christ Superstar, werd Air Supply geformeerd. De band maakte veel hit-opnamen van 1976 tot de jaren 1990. Tot hun grootste hits behoren All Out of Love, The One That You Love, Lost in Love en Making Love Out of Nothing at All.
Nadat de band in 1987 een pauze had ingelast, bracht Hitchcock meerdere solosingles uit, gevolgd door zijn gelijknamige solo-debuutalbum in 1988. In 1990 werd de single Swear to Your Heart uitgebracht, van de soundtrack van de film Arachnophobia.
In 1991 maakte Air Supply een comeback met het album The Earth Is ... met de singles Without You en Stronger Than the Night. In 1995 nam Hitchcock het duet Is It You op met Rita Coolidge van haar album Behind the Memories.

## Privéleven
Hitchcock is getrouwd met Laurie, heeft een dochter Sydney en een zoon Jon. Hitchcock woont in Marietta.

## Discografie

### Singles
- 1987: Someone Who Believes in You
- 1987: The River Cried
- 1987: Dreams of the Lonely
- 1988: The Sun Ain't Gonna Shine Anymore
- 1991: Swear to Your Heart
- 1997: I Am Australian (met Judith Durham featuring Mandawuy Yunupingu)

### Soloalbums
- 1988: Russell Hitchcock
- 2006: Take Time
- 2011: Tennessee: The Nashville Sessions

- International Standard Name Identifier: 0000 0000 4208 7221
- Library of Congress Control Number: no98027385
- MusicBrainz: 034d2431-0dec-4b41-887d-99d6ae01019c
- Virtual International Authority File: 71004121
- WorldCat: E39PBJpJgmdhbWKc38DxcRkqwC